# Аристодем (царь Мессении)
Аристодем (др.-греч. Ἀριστόδημος) — царь Мессении с 733—729 года до н. э. до 727—723 года до н. э. из династии Эпитидов. Он был избран народом после смерти Эвфая. Аристодем участвовал в Первой Мессенской войне (743/740—724/720 год до н. э.) против спартанцев (упоминаемых у Павсания как лакедемоняне), сокрушив их в одном из сражений. В ярости убил свою дочь. Спустя годы, сожалея о содеянном, покончил жизнь самоубийством на её могиле. После Аристодема верховная власть в Мессении перешла полководцу Дамису.

## Жизнеописание
На пятый год Первой Мессенской войны, когда оплотом мессенцев была гора Итома, царь Эвфай отправил священного посла Тисиса к оракулу в Дельфы. На обратном пути в Амфее его выследили спартанцы и нанесли увечья. Когда Тисис вернулся, он передал Эвфаю волю богов и умер от ран. Мессенский царь, собрав народ, сообщил, что боги требуют принести в жертву «чистую деву» из рода Эпитидов, — и приказал всем девственницам из этого рода тянуть жребий, который достался дочери Ликиска. После этого Ликиск вместе с ней убежал в Спарту. Тогда Аристодем, который тоже принадлежал к Эпитидам, предложил в качестве жертвы свою дочь. Мессенец, имя которого в источниках не указывается, заявил, что её нельзя приносить в жертву, так как он её жених и она беременна от него. Слова привели Аристодема в ярость — и он убил свою дочь. Вскрыв ей живот, он, однако, обнаружил, что она не была беременной. Эпебол, истолкователь вещаний богов, сказал, что она была не принесена в жертву, а убита отцом, поэтому нужно найти кого-то другого. Мессенцы требовали, чтобы убили жениха девушки, однако он был важен Эвфаю, поэтому царь убедил народ, что дочери Аристодема было достаточно.
В 731 или 730 году до н. э. спартанцы напали на Мессению. Во время битвы Эвфай получил смертельные раны. По словам Павсания, так как у него не было детей, он позволил народу выбрать нового царя. Кандидатами были Аристодем, Клеоннис и Дамис. Истолкователи вещаний богов Эпебол и Офионей выступали против Аристодема, но в итоге он был избран новым правителем. По мнению Джаник Обергер, Аристодем соответствовал своему предшественнику в лидерских качествах. С началом его правления он за счёт спартанской экспансионистской политики приобрёл союзников из Аркадии, Аргоса и Сикиона. Аристодем добился государственный помощи от Аргоса и натравил Сикион на союзника Спарты Коринф. Война со Спартой перешла в разбойнические набеги друг на друга.
На пятом году царствования Аристодема Спарта и Мессения решили закончить затянувшуюся войну решительной битвой. За Спарту встали коринфяне, за Мессению — аркадяне, а также отряды агривян и сикионян. Аристодем вместе с Клеоннисом и Дамисом командовал мессенским войском. Пращников и стрелков он поставил на Итому в засаду. Мессенское войско было меньше спартанского, но намного опытнее. Оказав сопротивление, легковооружённые мессенские войска обошли врагов и стали поражать их копьями и дротиками. Как только спартанские воины начинали их преследовать, они убегали от них. Вскоре спартанцы отступили. После поражения они послали на Итому сто шпионов, которые представились перебежчиками. Для правдоподобности им был вынесен приговор об изгнании. Однако Аристодем не принял их, сказав, что знает хитрость спартанцев. Тогда Спарта попыталась заключить союзы с соседями Мессении, но безуспешно.
На двадцатый год войны мессенцы отправили посла в Дельфы. Пифия сказала, что первому, кто поставит сто треножников вокруг алтаря храма Зевсе в Итоме, достанется Мессения. Когда эти слова дошли до Спарты, было созвано собрание, после чего спартанцы послали на Итому некого Эбала, сделавшего сто глиняных треножников. Притворившись охотником, он в сетях пронёс эти треножники на мессенскую территорию. Ночью Эбал поставил их вокруг алтаря и ушёл назад в Спарту. Мессенцы догадались, что это были спартанцы, но Аристодем успокоил их, поставив свои деревянные треножники.
После ситуации с треножниками, по словам Павсания, мессенская статуя Артемиды выпустила из рук щит, приведённые для жертвоприношения бараны сами насмерть бились лбами об жертвенник, а собаки на протяжении одной ночи выли и затем ушли в спартанский лагерь. Прорицатель Офиней, слепой от рождения, прозрел. После этого Аристодему приснился сон, в котором он собирался идти в битву. Перед ним на столе лежали внутренности животных для жертвы. Затем ему явилась его дочь, одетая в чёрную одежду. Она показала ему рассечённые мечом живот и грудь, после чего сняла с него оружие и, в соответствии с мессенской похоронной традицией, надела на его голову золотой венец и накинула белую одежду.
Аристодем отчаялся. В этот же момент ему донесли известие о том, что Офиней ослеп. Аристодем понял, что стихи Пифии были о глазах прорицателя: «Двое избегнут тогда сокровенной тайны несчастья и изменённая станет природа в образе прежнем». Он подумал о себе и о своих совершённых делах, осознал, что напрасно убил дочь. Понимая, что Мессения обречена на гибель и её не спасти, царь покончил с собой на могиле дочери на седьмом году своего царствования. Узнав об этом, народ отчаялся и был готов сдаться, но ненависть к спартанцем не позволила им сделать это.
После смерти Аристодема мессенцы не избрали нового царя, а назначили Дамиса полководцем с неограниченными возможностями.

## В культуре
По мнению Беверли Берг, «Вифиниака» Асклепиада Мирлейского является производной работой рассказа Мирона Приенского (примерно III век до н. э.) о дочери Аристодема. Плутарх (I—II века) в своём труде «О суеверии» привёл в качестве примера ситуации, когда несущественная проблема становится серьёзной, историю о сне и самоубийстве Аристодема.
Аристодем является главным персонажем трагедий «Аристодем» Карло де Доттори (1657) и «Аристодем» Винченцо Монти (1786).
Берг считает, что история о дочери Аристодема, авторство которой принадлежит Мирону, частично или полностью вымышлена. По её мнению, ссора Аристодема с женихом дочери была вдохновлена «Ифигенией в Авлиде» Еврипида, а разрез живота соответствует тридцать пятому примеру трагической любви из сочинения «О любовных страданиях» Парфения. Берг выдвинула предположение, что женихом, имя которого Павсаний не назвал, был Аристомен.
Историк Даниэл Огден предложил несколько версий о связи Аристодема, героя Первой Мессенской войны, и Аристомена, героя Второй Мессенской войны. Согласно одной из них, их прообразом был один и тот же человек. Возможно, это были отдельные личности, сюжеты которых произвольным образом перемешались.

### Античные источники
- Павсаний. Описание Эллады / перевод с древнегреческого С. П. Кондратьева. — СПб.: Алетейя, 1996. — Т. 1. — ISBN 5-89329-006-2.

### Современные источники

#### На русском языке
- Бояджиев Г. Д. История западноевропейского театра. — М.: Книга по Требованию, 2013. — Т. 3. — 692 с. — ISBN 9785458307772.
- Печатнова Л. Г. История Спарты (период архаики и классики). — СПб.: Гуманитарная Академия, 2001. — 510 с. — ISBN 5-93762-008-9.

#### На других языках
- Auberger J. Pausanias et le Livre 4: Une Leçon Pour L'empire? (фр.) // Phoenix. — 2000. — Vol. 54, no 3/4. — P. 255—281. — JSTOR 1089059.
- Niese B. Aristodemos :  [нем.] // Paulys Realencyclopädie der classischen Altertumswissenschaft. — Stuttgart : J.B. Metzler[нем.], 1895. — Bd. II,1. — Kol. 921—922.
- Berg B. Wronged Maidens in Myron’s Messenian History and the Ancient Novel (англ.) // Greek, Roman, and Byzantine Studies. — 1988. — Vol. 39, no. 1. — P. 39—61.
- Carta A. Paradigmi del tiranno da Torquato Tasso a Vittorio Alfieri (итал.) // Dionysus ex machina1. — 2019. — V. 10. — P. 501—518.
- Ogden D. Aristomenes of Messene: Legends of Sparta’s Nemesis (англ.). — The Classical Press of Wales, 2004. — ISBN 0-9543845-4-7.
- Rickenmann J. Rhianos und Myron. Quellenkritische Untersuchung der Darstellung des ersten und zweiten Messenischen Krieges bei Pausanias (нем.). — Frauenfeld: Druck von Huber & Co, 1917.
- Titchener F. B. Is Plutarch’s Nicias Devout, Superstitious, or Both? (англ.) // The Unity of Plutarch's Work: 'Moralia' Themes in the 'Lives', Features of the 'Lives' in the 'Moralia'. — 2008. — P. 277—283.
- White H. A History of the World, on a New and Systematic Plan: From the Earliest Times to the Treaty of Vienna, to Which Is Added a Summary of Leading Events From That Period to the Year 1821 (англ.). — Jas. B. Smith & Co, 1857.